# Manuel Ferrer
Manuel Augusto Ferrer (Córdoba, 24 de julio de 1902 – 1978) fue un abogado, doctor en jurisprudencia y profesor universitario argentino nombrado ministro de Gobierno e Instrucción Pública de la provincia de La Rioja en 1931, y al año siguiente designado como interventor federal de esa provincia. En 1944 le fue asignado nuevamente el cargo de interventor federal pero esta vez de la provincia de Córdoba.

## Biografía
Manuel Augusto Ferrer nació el 24 de julio de 1902 en la ciudad de Córdoba, capital de la provincia homónima que forma parte de la República Argentina, siendo sus padres Baltasar Ferrer y Manuela Oliva.
Estudió en la Facultad de Derecho y Ciencias Sociales de la Universidad Nacional de Córdoba entre 1921 y 1925. Fue profesor de castellano en el Colegio Nacional de Monserrat, profesor de literatura en el Colegio Nacional y Liceo Anexo, de Córdoba.
También ejerció de profesor de Historia de la Civilización Argentina y de Gramática histórica en los cursos del profesorado en letras de la Escuela Normal de dicha ciudad, además de profesor de derecho comercial en la Escuela de Ciencias Económicas y en la Facultad de Derecho y Ciencias Sociales de la Universidad Nacional de Córdoba.
Se desempeñó como secretario del juzgado en lo civil y comercial (1925-1927), asesor letrado de la jefatura de policía de la provincia de Córdoba (1931), ministro de Gobierno e Instrucción Pública de La Rioja (1931), interventor federal en esa provincia (1932) y secretario de gobierno de la municipalidad de Córdoba, etc.
Desde el  28 de enero hasta el 10 de febrero de 1944 fue asignado como interventor federal de la provincia de Córdoba.